# Lepidoblepharon
Lepidoblepharon is een monotypisch geslacht van straalvinnige vissen uit de familie van cithariden (Citharidae).

## Soort
- Lepidoblepharon ophthalmolepis Weber, 1913